# Gustav Adolf Küppers
Gustav Adolf Küppers bzw. Küppers-Sonnenberg (als Autor) (* 21. Mai 1894 in Krefeld; † 30. Juni 1978 in Müden, Örtze) war ein deutscher Agrarwissenschafter und Topinamburzüchter.

## Jugendzeit und Lehrjahre
Gustav Adolf Küppers, Sohn eines Gastwirts, besuchte die Oberrealschule in Krefeld, die er Ostern 1914 mit dem Abitur verließ. Unmittelbar darauf schrieb er sich als Student an der Universität Göttingen ein. Er studierte Philologie und hörte landwirtschaftliche Vorlesungen. Gleichzeitig absolvierte er als Einjährig-Freiwilliger seine militärische Ausbildung. Im August 1914 zog er mit einem Infanterieregiment nach Frankreich, zwei Monate später nach Ostpreußen. Dort wurde er schwer verwundet. Im Dezember 1914 musste ihm das linke Bein amputiert werden.
Seinen Wunsch, Pfarrer zu werden, gab er auf. Er suchte eine neue Heimat in einer naturnahen Kulturlandschaft und fand sie in der südlichen Lüneburger Heide. 1915 erwarb er im Wietzetal bei Müden ein eigenes Grundstück, baute sich ein Blockhaus und kultivierte die von ihm „Sonnenberg“ getauften Hänge. 1916 publizierte er unter dem Titel Ich geh durch Nacht und Sonnenschein einen Gedichtband. Ab 1918 veröffentlichte er mehrere Schriften über aktuelle Probleme beim Erwerb eigenen Landes und über die Formen der Siedlungen in Deutschland.

## Studium in Berlin
Als Vater von sieben Kindern (aus erster Ehe) hatte Küppers wiederholt Schwierigkeiten, den Lebensunterhalt für seine große Familie zu bestreiten. Die kargen Heideböden auf seinem Sonnenberg erbrachten nicht jedes Jahr die erhofften Naturalerträge. Sein langjährig gereifter Plan, eines Tages das gesamte Siedlungswesen in Deutschland mit wissenschaftlichen Methoden bearbeiten zu können, erfüllte sich deshalb erst 1926. Freunde aus Berlin besorgten ihm über das Studentenwerk die erforderlichen finanziellen Mittel für ein Universitätsstudium.
Von 1926 bis 1931 studierte Küppers an der Friedrich-Wilhelms-Universität zu Berlin Volkswirtschaft und erwarb 1933 mit der Dissertation Deutsche Siedlung. Gesamtdarstellung des deutschen Siedlungswesens in allen Formen und Spielarten die staatswissenschaftliche Doktorwürde. In seiner der Blut-und-Boden-Ideologie verpflichteten Arbeit hat er die Siedlungsformen in Deutschland nach verschiedenen Kriterien klassifiziert und auch Perspektiven für die Weiterentwicklung des Siedlungswesens aufgezeigt.

## Journalist und Forschungsreisender
Ab 1933 war Küppers zunächst als freier Journalist tätig. Im Auftrag des Berliner Museums für Völkerkunde unternahm er von 1935 bis 1939 mehrere Forschungsreisen in die Balkanländer, wo er ethnologische und anthropologische Untersuchungen durchführte. Von den Schriften über die Ergebnisse seiner Reisen sind hervorzuheben: Die Donauschwaben und ihre Umwelt (1935) und Einbeiner am Steuer. Eine Balkanfahrt (1937). Auch als Funkreporter war Küppers zeitweise tätig. Aufgrund seiner profunden Landeskenntnisse in den Balkanländern wurde er während des Zweiten Weltkrieges als Balkanreferent in den Wehrwirtschaftsstab des Oberkommandos des Wehrmacht (OKW) verpflichtet.

## Topinamburzüchter
Einen Namen weit über die Grenzen Deutschland hinaus macht sich Küppers mit der Züchtung, dem Anbau und den Verwendungsmöglichkeiten von Topinambur, eine der Sonnenblume verwandten Kulturpflanze. Unter schwierigen wirtschaftlichen Verhältnissen baute er nach 1946 auf seinem Sonnenberg einen Zuchtgarten auf und begründete 1947 die „Tobinambur-Saatzucht Niedersachsen“. Er züchtete zahlreiche neue Sorten.
Sein Wissen und seine profunden eigenen Erfahrungen mit dieser Kulturpflanze veröffentlichte er in einer Vielzahl von Beiträgen sowie in einer im Selbstverlag aufgelegten „Merkblattreihe Topinambur“. Trotz seines unermüdlichen Engagements für diese Kulturpflanze ist die Anbaubedeutung von Tobinambur in Deutschland relativ gering geblieben.
Küppers veröffentlichte auch mehrere Schriften über allgemeine Lebensfragen und über die Entwicklung des Wohlstandes in Deutschland. Als hochaktuell gilt in Fachkreisen nach wie vor sein Lebenspender Garten (1948, 1987), ein Buch mit beachtenswerten Ideen und Ratschlägen für Gartenbesitzer.

## Publikationen (Auswahl)
- Ich geh durch Nacht und Sonnenschein. Dichtungen. Sis Verlag, Zeitz 1916.
- Eigen Land. Laube. Dresden 1918.
- Vom Akademiker zum Siedler. Abenteuer und Erlebnisse. Deutsche Landbuchhandlung. Berlin 1924.
- Der Schatz im Acker ... Ein Wort zur Frage der deutschen Siedlung und zur allgemeinen abendländischen Lebenslage. Dr. Theodor Fach, Wiesbaden 1929.
- Sonnenkinder. Erzählung. Safari, Berlin 1930.
- Deutsche Siedlung. Idee und Wirklichkeit. Gesamtdarstellung des deutschen Siedlungswesens in allen Formen und Spielarten. Staatswiss. Diss. Friedrich-Wilhelms-Universität zu Berlin 1933. – Unter gleichem Titel für den Buchhandel erschienen im Verlag „Die Grundstücks-Warte“ Berlin 1933.
- Die Donauschwaben und ihre Umwelt. Erlebnisse und Erkenntnisse einer volkskundlichen Studienfahrt im Sommer 1935. Trebbin, Kr. Teltow 1935.
- Einbeiner am Steuer. Eine Balkanfahrt. Drei Monate mit dem Hanomag-Rekord auf schweren und schwierigsten Wegen. Trebbin, Kr. Teltow 1937.
- Deutsche im Donaubecken. Ein rassenkundlicher Streifzug. In: Volk und Rasse. 12, 1937, H. 3, S. 95–104.
- Völkermosaik Südslawien. Ein rassenkundlicher Streifzug durch den Donauraum. In: Volk und Rasse. 12, 1937, H. 8, S. 313–320.
- Die Scholazen der Batschka und Barany. In: Volk und Rasse. 13, 1938, H. 3, S. 77–84.
- Begegnung mit Balkanzigeunern. In: Volk und Rasse. 13, 1938, H. 6, S. 183–193.
- Rassenkundliche Beobachtungen in Ungarn. In: Volk und Rasse. 14, 1939, H. 3, S. 58–62.
- Nordische Rassensplitter auf dem Balkan I–II. In: Volk und Rasse. 14, 1939, H. 7, S. 141–147; H. 8, S. 173–178.
- Verlorenes Blut. Auf den Spuren der Völkerwanderung an der unteren Donau. In: Neues Volk. 9, 1939, H. 6, S. 26–31.
- Tobinambur. Anbau und Nutzungsmöglichkeit. Das Wissenswerte aus Theorie und Praxis. Landbuch, Hannover 1947.
- Lebenspender Garten. Ein Buch neuen Gartenverständnisses und erfolgreicher Gartenpraxis. Kinau, Lüneburg 1948; 2. Aufl. ebd. 1987.
- Überblick über die Züchtungsversuche an der Tobinambur bis zum 2. Weltkrieg. In: Zeitschrift für Pflanzenzüchtung. Bd. 31, 1952, S. 196–217.
- Zur Geschichte der Tobinambur. In: Zeitschrift für Agrargeschichte und Agrarsoziologie. Jg. 4, 1956, S. 43–49.
- Wohlstand? Gefahren, Bedingungen, Möglichkeiten zur Fiktion einer freien Marktwirtschaft. Ideen zur Wohlstandsentwicklung. Ein Diskussionsbeitrag. Selbstverlag des Verfassers, Müden/Oertze 1963.